# Peyrolles (Gard)
Peyrolles é uma comuna francesa na região administrativa de Occitânia, no departamento de Gard. Estende-se por uma área de 8,29 km². Em 2010 a comuna tinha 36 habitantes (densidade: 4,3 hab./km²).